# 日本テレビ昼1時枠帯ドラマ
『日本テレビ昼1時枠帯ドラマ』（にほんテレビひるいちじわくおびどらま）は、1962年2月から1968年9月まで日本テレビ系列の13時台（JST）に放送された昼ドラの放送枠である。

## 概要
1961年にTBS系列が昼帯ドラマを始めた事に刺激されて開始した昼ドラで、当初は平日13:00 - 13:20の枠であったが、1963年の『夜は新しく』より土曜日まで拡大、そして次作『満ちて来る潮』より、13:20 - 13:35の昼ドラと13:35枠の箱番組の5分繰上げにともない、枠を13:00 - 13:15に縮小した。そして1965年11月より平日13:30 - 13:45枠によみうりテレビ制作の昼ドラが開始、昼ドラ3体制となった。
1967年4月で13:15枠の昼ドラが廃枠になったため、『島倉千代子 歌謡シリーズ』より13:00 - 13:30に拡大し、土曜放送を廃止して平日限定で継続、そして1968年8月に『YTV制作昼ドラ』が終了してわずか1ヶ月後、『不信のとき』（『夜のグランド劇場』で放送した作品の再放送）の放送を以て、『お昼のワイドショー』（当時は12:30 - 13:30）の放送枠確保のために6年7ヶ月の幕を降ろし、そして日本テレビ平日13時枠の昼ドラは、1972年4月開始の『北日本放送制作昼の帯ドラマ』（平日13:45 - 14:00）まで中断する。

## 放送作品一覧

### 1962年
- 鎮花祭 - ここから平日13:00 - 13:20。
- 丘は花ざかり
- 花と花輪
- 献身
- 杏っ子
- 悔いなき煩悩

### 1963年
- 夜は楽しく - ここから土曜日も放送。

### 1964年
- 満ちて来る朝 - ここから13:00 - 13:15（5分縮小）。
- 新宿婦人
- 家族会議

### 1965年
- 女にうまれて
- 妻たち
- 夜間飛行

### 1966年
- 新妻鏡
- 君の名は

### 1967年
- 有料道路
- 島倉千代子 歌謡シリーズ - ここから平日13:00 - 13:30（30分拡大、土曜放送廃止）
  - 哀しみの川のほとりで
  - 武蔵野エレジー
  - 他国の雨
  - 哀愁のからまつ林
  - からたち日記
  - 襟裳岬
  - 星より遠く別れても
- 純愛シリーズ
- 七つの愛の物語

### 1968年
- 愛の珊瑚礁
- 夢と知りせば
- 母の暦
- やどかりの詩
- 不信のとき - 『夜のグランド劇場』放送作を再放送。

## 提供
- 当初は雪印乳業（現：雪印メグミルク）が全曜日一社提供していたが、わずか半年で曜日ごとに異なる企業の一社提供に変更した（雪印、加美乃素本舗、大正製薬など）。
- 1965年10月からは第一工業製薬（「モノゲン」名義）が全曜日一社提供となったが、1966年10月からはキッコーマン（「デルモンテ」名義）と交互に提供した。
- 30分時代は一貫して花王石鹸（現：花王）の全曜日一社提供。なお本シリーズ終了後、花王石鹸は『お昼のワイドショー』のスポンサーに参入する。また1975年から始まったNTV昼ドラ『愛のサスペンス劇場』『女の劇場』も全曜日一社提供する（『女の劇場』は中期まで）。

## 備考
- プロ野球日本シリーズの中継を行う際は、他の昼ドラと同様に15時台に繰り下げるといった臨時枠移動を行うことがあった。